# Оуэнс, Эрик
Эрик Оуэнс (англ. Eric Owens; родился 11 июля 1970, Филадельфия, штат Пенсильвания) — американский оперный певец, бас-баритон.

## Образование
В возрасте 6 лет Оуэнс начал учиться игре на фортепиано в Settlement Music School.  В старших классах его заинтересовал гобой, и он начал изучать игру на гобое в Settlement Music School с английским валторнистом Луисом Розенблаттом из Филадельфийского оркестра. Позже он продолжил свое обучение гобою с Лаурой Альбек, вторым гобоем в оркестре «Метрополитен-оперы», посещая Central High School в Филадельфии. Обучаясь в выпускном классе школы, он поступил на подготовительную программу в музыкально-танцевальный колледж Университета Темпл, где начал серьёзно заниматься пением с Джорджем Мэсси. Он поступил на первый курс Университета Темпл в 1989 году и получил степень бакалавра музыки в области вокального исполнительства в 1993 году. Затем он поступил в Кёртисовский институт музыки в Филадельфии, где стал учеником преподавателя вокала Армена Бояджяна.

## Карьера
Окончив магистратуру в «Кёртисе», Оуэнс участвовал в программе молодых артистов в Хьюстонской Гранд-Опере, где дебютировал в роли Рамфиса в «Аиде». С тех пор его карьера привела его во многие важнейшие оперные театры мира, включая «Оперу Сан-Франциско» (дебют в роли Лодовико в «Отелло»), Королевскую оперу, «Ковент-Гарден» (дебют в роли Оровесо в «Норме»), «Лос-Анджелесскую оперу» (дебют в роли Феррандо в «Трубадуре») и «Метрополитен-оперу» (дебют в роли генерала Лесли Гроувса в опере Джона Адамса «Доктор Атом»). Он также исполнил партии на нескольких мировых премьерах, в том числе главные роли генерала Лесли Гровса на мировой премьере оперы Джона Адамса «Доктор Атом» в «Опере Сан-Франциско» в 2005 году; Гренделя в одноименной опере Эллиота Голденталя на мировой премьере в «Опере Лос-Анджелеса» в 2006 году; а позже в том же году в качестве рассказчика на мировой премьере оперы Адамса «Цветущее дерево» на фестивале New Crowned Hope Festival Питера Селларса в Вене. Опера «Цветущее дерево», записанная с Лондонским симфоническим оркестром на лейбле Nonesuch, доступна на компакт-диске.
В сентябре 2010 года Оуэнс сыграл Альбериха в новой постановке Цикла Кольца Вагнера «Метрополитен-оперой». 
Его пение представлено на CD «Great Strauss Scenes», выпущенном 27 июля 2010 года.
Оуэнс исполнил партию Порги в «Порги и Бесс» Гершвина с Лирической оперой Чикаго в сезоне 2014—2015 годов.

### Репертуар в «Метрополитен-опере»
| Партия        | Опера           | Русское название оперы | Композитор      |
| ------------- | --------------- | ---------------------- | --------------- |
| Генерал Гровс | Doctor Atomic   | Доктор Атом            | Джон Адамс      |
| Порги         | Porgy and Bess  | Порги и Бесс           | Гершвин         |
| Орест         | Elektra         | Электра                | Рихард Штраус   |
| Сарастро      | Die Zauberflöte | Волшебная флейта       | Моцарт          |
| Альберих      | Götterdämmerung | Гибель богов           | Рихард Вагнер   |
| Альберих      | Sigfried        | Зигфрид                | Рихард Вагнер   |
| Альберих      | Das Rheingold   | Золото Рейна           | Рихард Вагнер   |
| Жофре Рюдель  | L'Amour de loin | Любовь издалека        | Кайя Саариахо   |
| Водяной       | Rusalka         | Русалка                | Антонин Дворжак |
| Голос Нептуна | Idomeneo        | Идоменей               | Моцарт          |

## Награды
- 2012 Grammy Award: Best Opera Recording, for Deutsche Grammophon's Wagner: Der Ring des Nibelungen
- 2011 Grammy Award: Best Opera Recording, for Adams: Doctor Atomic
- 2003 Marian Anderson Award
- Первая премия в конкурсе Plácido Domingo Operalia [5]